# Piratkort
Piratkort är ett olagligt programkort för betal-TV. Under slutet av 1990-talet var detta ett stort problem för operatörer som Viasat, Canal Digital och ComHem. Under 2000-talet har TV-operatörerna använt sig av nya metoder som ska förhindra användning av piratkort.
Piratkortsanvändarna har gått över till en avancerad form av kortdelningsteknik, där en betalar för ett programkort som sitter i en digitalmottagare uppkopplad mot internet, som i sin tur är utdelad.[källa behövs] Sedan kan andra med liknande mottagare "låna" programkortet över internet. Det beräknas ha sålts cirka 300 000 boxar med nätverk i Sverige (så kallade Dreambox).[källa behövs]